# شیخ اده‌بالی
عمادالدین مصطفی بن ابراهیم بن ایناق الکرشهری (۱۲۲۶-۱۳۲۶ میلادی)، که اغلب با نام شیخ اده‌بالی (ادبعلی) (ترکی استانبولی: Şeyh Edebali) شناخته می‌شود، شیخ مسلمان سنی عثمانی از فرقه تصوف برادران برادر بود که به تشکیل و توسعه سیاست‌های دولت رو به رشد عثمانی کمک کرد.  او اولین قاضی امپراتوری عثمانی شد. او پدر رابعه بالا خاتون (همسر عثمان غازی، بنیانگذار امپراتوری عثمانی) بود.

## تعامل با رهبران عثمانی

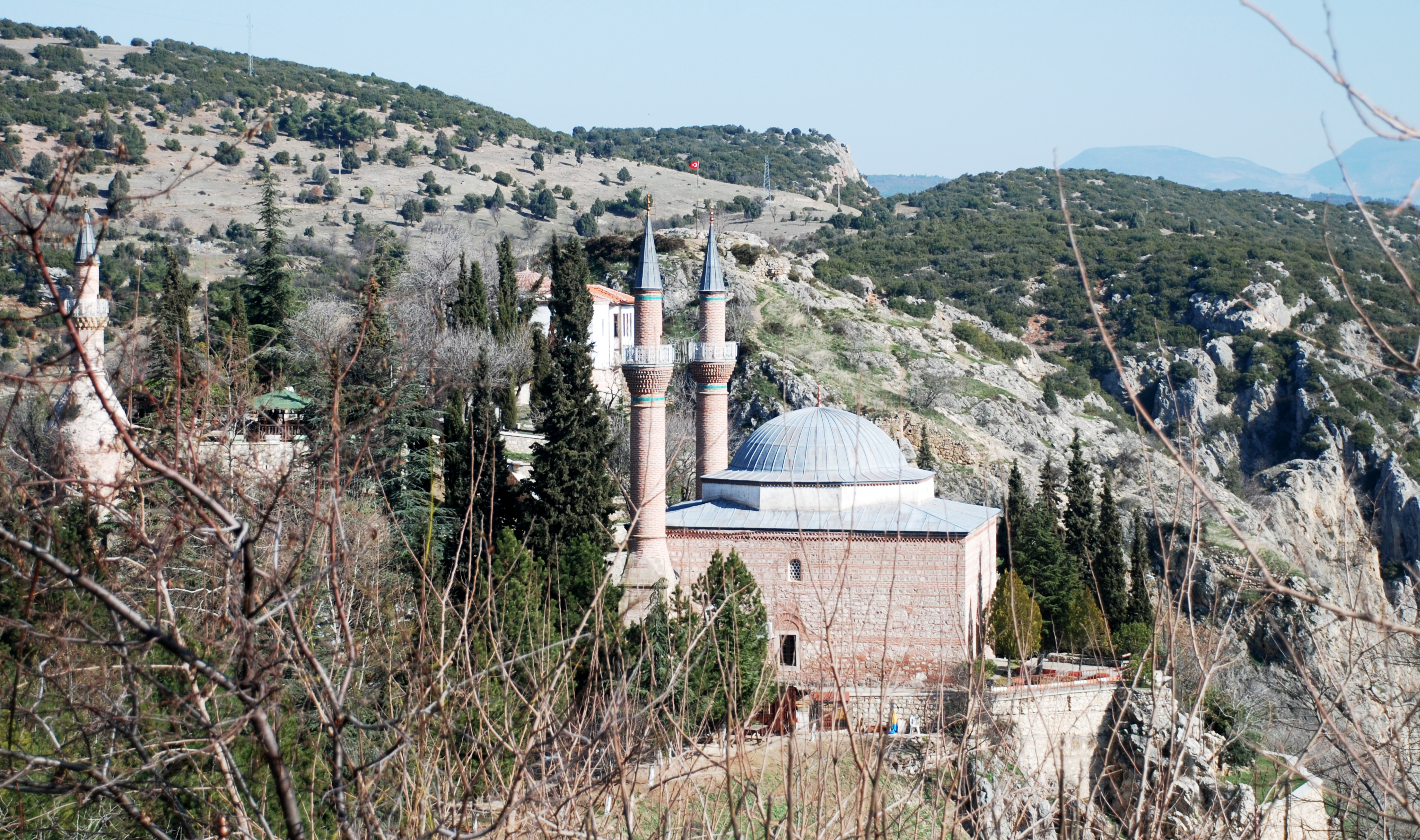
مقبره شیخ ادبعلی در بیلجیک

اده‌بالی غالباً با دوست صمیمی‌اش، ارطغرل، پدر عثمان یکم، در مورد اسلام و وضعیت مسلمانان در آناتولی صحبت می‌کرد. عثمان چندین بار مهمان اده‌بالی شده بود. اده‌بالی مراد عثمان شد و سرانجام شمشیر غازی را به او داد. در یک قول معروف، عثمان، زمانی که در درگاه اده‌بالی بود، خواب یک هلال ماه را دید که از سینه اده‌بالی خارج شد و به سینه او وارد شد. این رؤیا منجر به تأسیس دولت عثمانی شد. دختر اده‌بالی، رابعه بالا خاتون، در سال 1289 با عثمان یکم ازدواج کرد. شیخ اده‌بالی در۸۰ سالگی درگذشت.

## نصیحت به عثمان غازی

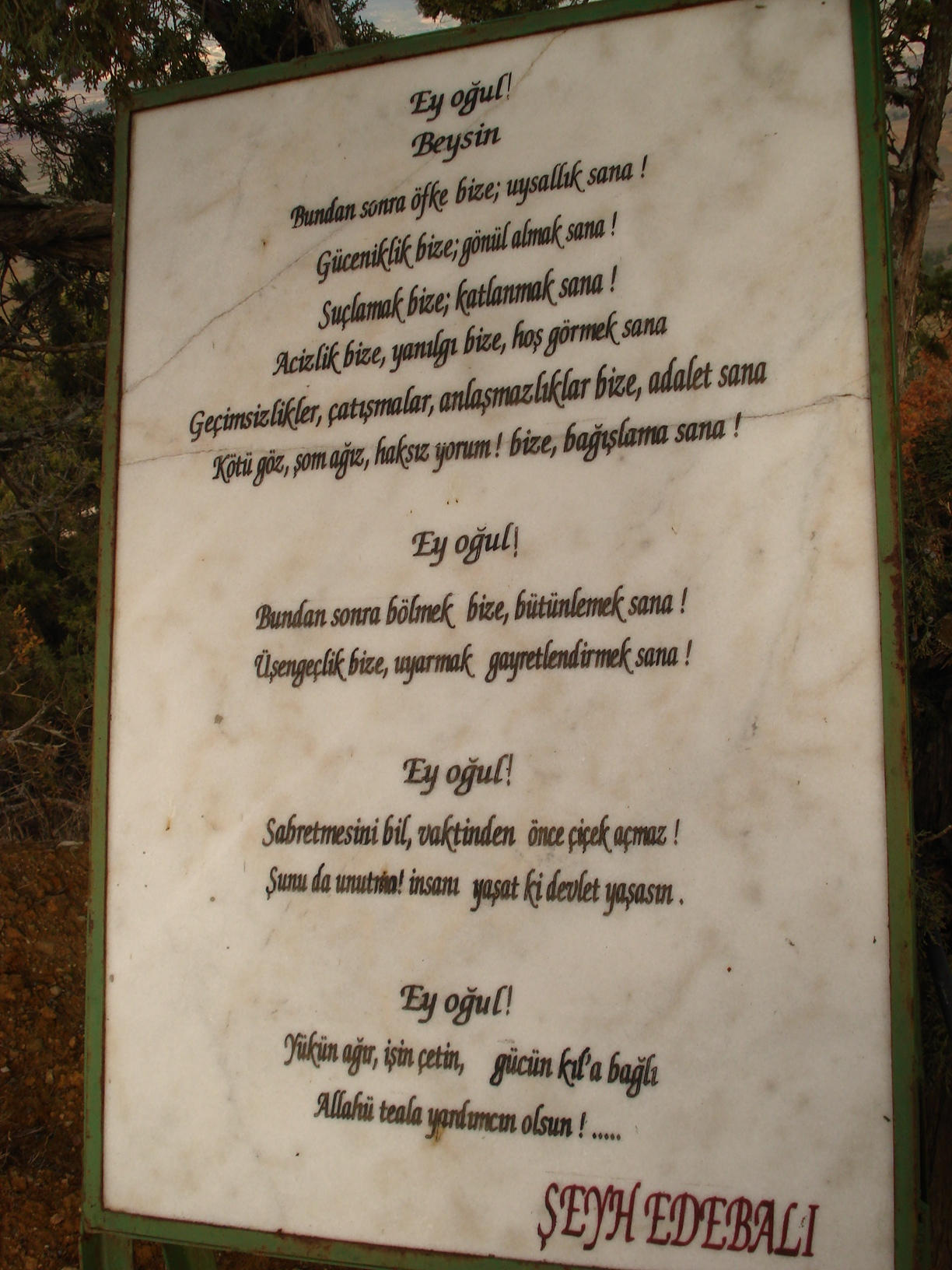
توصیه‌های شیخ اده‌بالی به عثمان غازی بر روی سنگ مرمر نوشته شده‌است.

توصیه‌های اده‌بالی به دامادش به شرح زیر بود، که بر شکل‌گیری حکومت عثمانی تأثیرگذار بود.
در یک اعلامیه معروف، اده‌بالی به عثمان گفت:
ای پسرم! حالا تو شاه هستی!
از این پس، خشم از ما است. از تو، آرامش!
بر ماست که مورد اهانت قرار بدهیم؛ بر توست که لطف کنی!
بر ماست اینکه متهم کنیم؛ بر تو تحمل!
بر ما، ناتوانی و خطا. بر تو، شکیبایی!
بر ما، نزاع؛ برای تو، عدالت!
بر ما، حسادت، شایعه، تهمت؛ بر تو، بخشش!
ای پسرم!
از این پس، بر ما جدایی است؛ بر تو اتحاد!
بر ما تنبلی، بر تو، هشدار و تشویق!
ای پسرم!
صبور باش، یک گل قبل از زمان خود شکوفا نمی‌شود. هرگز فراموش نکن: بگذار انسان شکوفا شود و دولت نیز شکوفا خواهد شد!
ای پسرم!

بار تو سنگین است، وظیفه تو سخت است، قدرت تو به مویی آویزان است! باشد که خداوند یاور تو باشد!